# Mixed spice

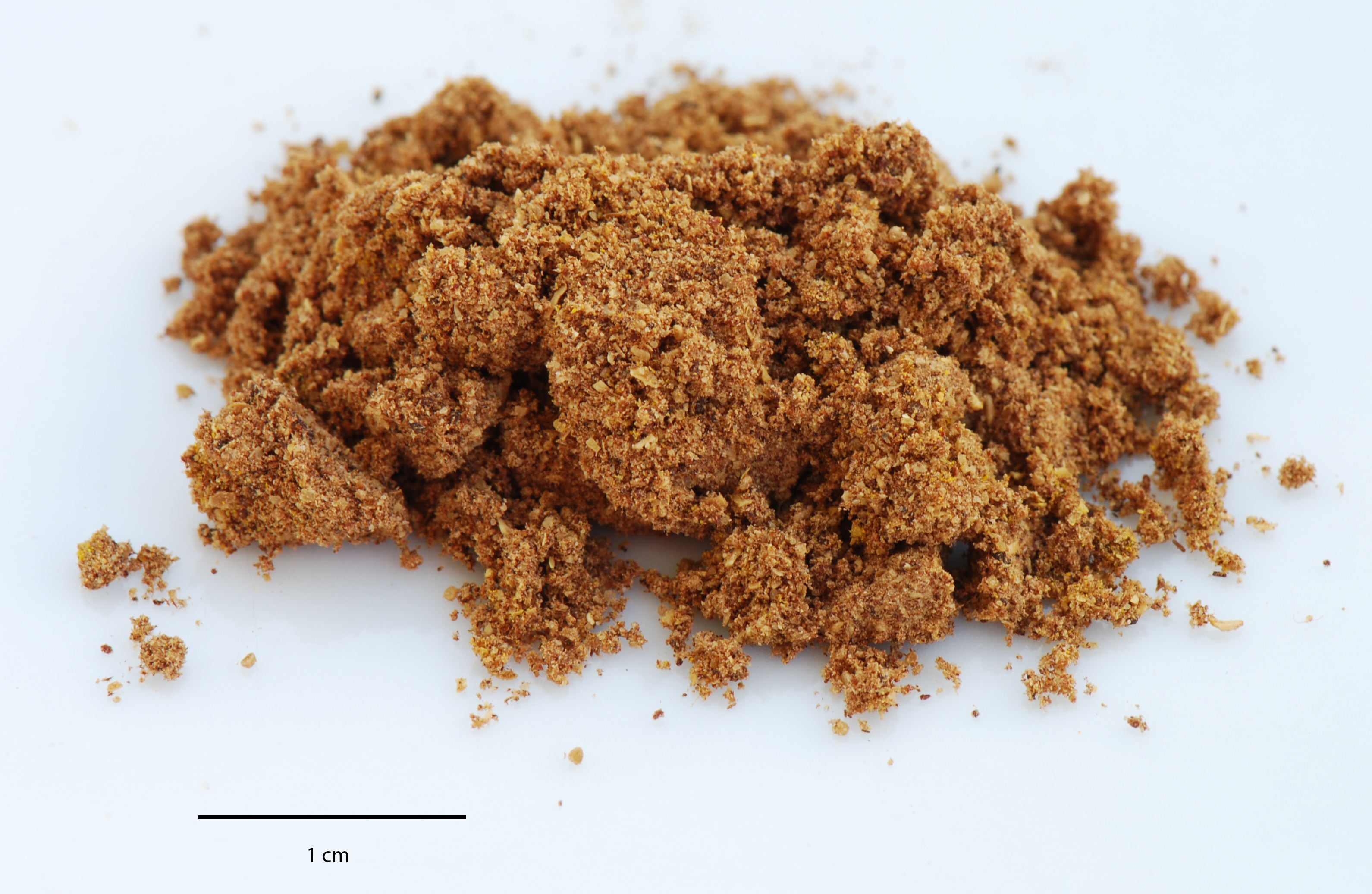
Una mezcla comercial de mixed spice.

La mixed spice (en inglés ‘especias mezcladas’), también llamada pudding spice (‘especia de púdin’), es una mezcla de especias dulces británica, parecida a la especia de pastel de calabaza, una mezcla estadounidense de canela, clavo, jengibre y pimienta de Jamaica. Se usa a menudo como condimento para frutas y otras alimentos dulces.
El término mixed spice se ha aplicado a esta mezcla en libros de cocina al menos desde 1828 y probablemente desde mucho antes.

## Ingredientes
La mixed spice contiene típicamente:
- Canela (o cassia)
- Nuez moscada
- Pimienta de Jamaica

También puede contener, o suele añadírsele:
- Macis[3]
- Clavo
- Jengibre
- Cilantro (semilla)
- Alcaravia
- Pimienta de Cayena[2][4]